# Clizia
Clizia é uma comédia do cientista político e escritor renascentista italiano Nicolau Maquiavel, escrita em 1525. A obra é baseada em uma peça clássica de Plauto, chamada Casina.

## Peça
A trama gira em torno de um florentino lascivo chamado Nicomaco, que se sente atraído por uma menina órfã que criou desde a infância. O filho de Nicomaco também se interessa pela moça e deseja se casar com ela, mas os dois são manipulados pela matriarca da família.